# 신포역 (신포)
신포역(新浦驛)은 조선민주주의인민공화국 함경남도 신포시에 위치한 평라선의 철도역이다.

## 연혁
- 1924년 10월 11일: 영업 개시[1]